# Crist abraçat a la creu (El Greco,Tipus-I,MNAC)
Crist amb la creu és un quadre de Domenikos Theotokopoulos, més conegut com El Greco, pintat entre 1590 i 1595, que actualment forma part de la col·lecció permanent del Museu Nacional d'Art de Catalunya; va ser adquirit pel museu el 1958 del llegat de Santiago Espona.

## Descripció
Representa Crist coronat d'espines i acaronant amorosament la Creu, que sosté amb actitud i mirada serenes. Per aquest Crist, la creu no és un objecte pesat, sinó tot el contrari, i és per això que el seu cos i el seu rostre s'alcen lleugers cap al cel tot convidant-nos a seguir-lo.

## Història
De factura excel·lent, aquest quadre va captivar el pintor i crític d'art Aureliano de Beruete (1845-1912), que en va ser el propietari abans que l'adquirís el col·leccionista català Santiago Espona (1888-1958).